# Battalion 1944
Bataillon 1944 est un jeu vidéo en multijoueur de tir à la première personne développé par Bulkhead Interactive et édité par Square Enix et publié pour Microsoft Windows. 
Le jeu a été annoncé via une campagne Kickstarter en février 2016 et publié le 23 mai 2019. 
Le jeu se déroule pendant la Seconde Guerre mondiale et fonctionne sur Unreal Engine 4. Bulkhead est un effort de collaboration entre les sociétés Deco Digital et Bevel Studios,. Des versions pour PlayStation 4 et Xbox One ont également été annoncées.

## Développement
La campagne de financement participatif du jeu a été financée avec succès en moins de trois jours. Dans l'annonce, Bulkhead Interactive a déclaré que le jeu comporterait des serveurs dédiés tout en utilisant certaines mesures anti-triche,. 
Le jeu est sorti en accès anticipé le 1er février 2018 et officiellement sorti le 23 mai 2019 ,.